# Bildchen (Rittersdorf)
Bildchen ist ein Weiler der Ortsgemeinde Rittersdorf im Eifelkreis Bitburg-Prüm in Rheinland-Pfalz.

## Geographische Lage
Bildchen liegt südwestlich des Hauptortes Rittersdorf in einer Entfernung von rund 2,5 km am Rande einer Hochebene. Der Weiler liegt am Beginn des ausgedehnten Waldgebietes Bedhard und ist nur von wenigen landwirtschaftlichen Nutzflächen umgeben. Südwestlich von Bildchen fließt der Langertbach. Der Weiler ist aufgrund der strategisch günstigen Lage in der Nähe der Bundesstraße 50 überwiegend wirtschaftlich geprägt.

## Geschichte
An der Stelle des heutigen Weilers befindet sich eine Fundstreuung aus römischer Zeit, welche für eine frühe Besiedelung des heutigen Areals spricht. Entdeckt wurden im Wesentlichen einige Münzfunde. Auch auf der Gemarkung von Rittersdorf wurden bereits zahlreiche Funde, vor allem in Form von Gräbern, gemacht.

## Kultur und Sehenswürdigkeiten

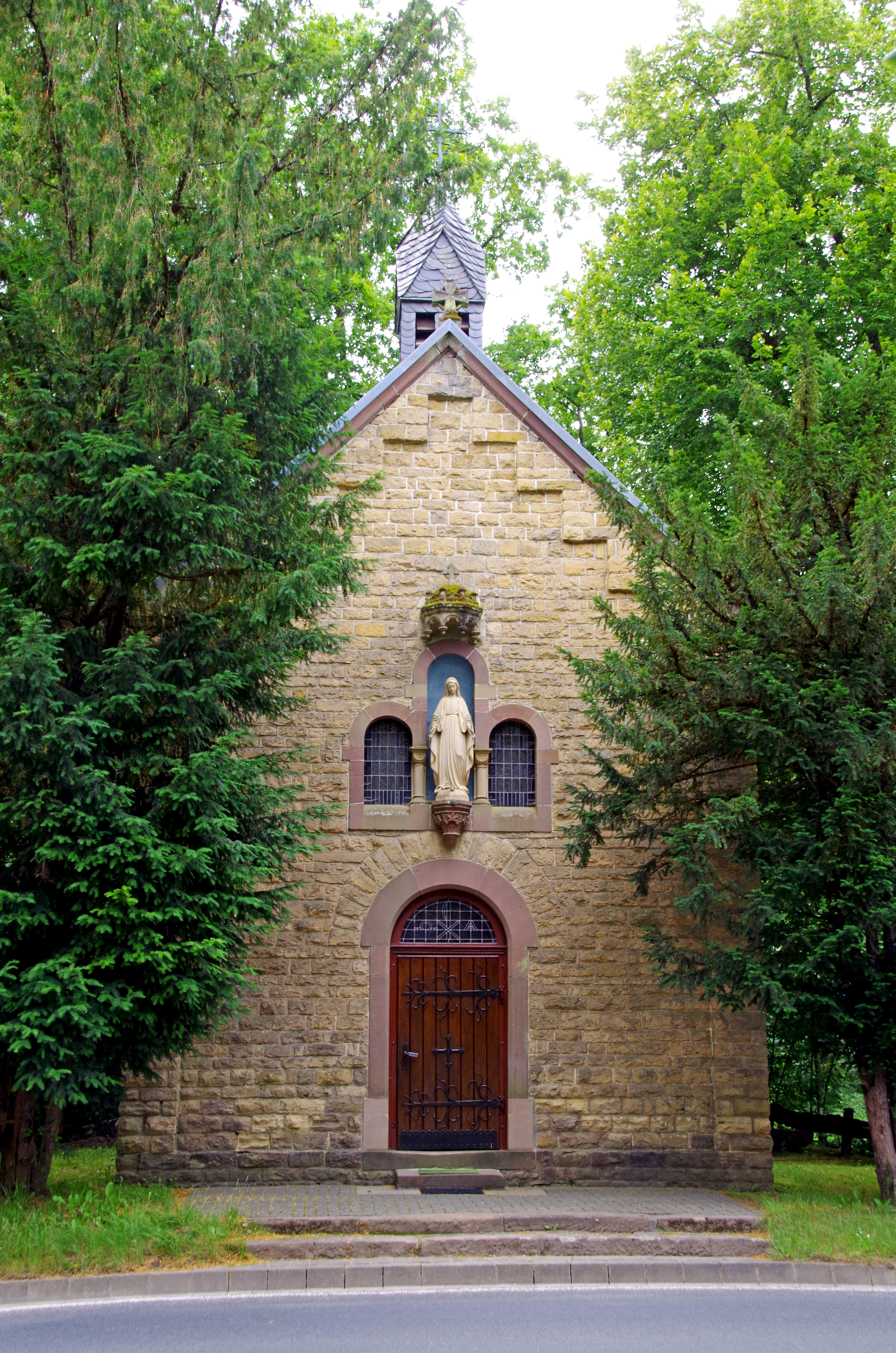
Wallfahrtskapelle Bildchen

### Wallfahrtskapelle und Wegekreuz
Im Jahre 1712 wurde im Bereich Bildchen die erste Kapelle errichtet, nachdem man ein Marienbild gefunden hatte. Diese bestand bis zum Jahre 1803 und wurde dann abgebrochen. Auf Initiative eines örtlichen Pfarrers wurde 1908 und 1909 die heutige Kapelle errichtet. Das Gebäude wurde aus Kalkstein sowie Sandstein errichtet und weist einige aufwendig gestaltete Elemente auf. Bis heute ist die Kapelle das Ziel örtlicher Wallfahrten.
Wenig nordwestlich der Kapelle befindet sich zudem ein kleines Wegekreuz. Genauere Angaben hierzu liegen nicht vor.
Siehe auch: Liste der Kulturdenkmäler in Rittersdorf (Eifel)

### Naherholung
Nächstgelegener Wanderweg ist der Rundwanderweg 79 (Rittersdorf) des Naturpark Südeifel. Es handelt sich um einen rund 11,6 km langen Rundwanderweg, der die Ortsgemeinden Rittersdorf, Wiersdorf und Wißmannsdorf-Hermesdorf miteinander verbindet. Highlight des Wanderweges ist die sogenannte Bitburger-Keuperhochfläche, die zum Teil durch den Wanderweg erschlossen wird. Zudem gibt es mehrere Aussichtspunkte, die einen Blick zum Islek, den Moselbergen und dem Hunsrück erlauben.

## Wirtschaft und Infrastruktur

### Unternehmen
Im Weiler befindet sich ein Gewerbegebiet. Ansässig sind ein Baumaschinenhändler, ein Erdbauunternehmen und ein Entsorgungs- sowie Verwertungszentrum. Ferner wird außerhalb des Gewerbegebietes ein Gasthaus betrieben.

### Verkehr
Es existiert eine regelmäßige Busverbindung.
Bildchen ist durch die Kreisstraße 67 sowie durch die Landesstraße 9 erschlossen. Der Weiler liegt zudem nur wenig nordöstlich der Bundesstraße 50.